# دمیدویل
دمیدویل یا نیمه‌شیطان (به انگلیسی: Demidevil) نخستین میکس‌تیپ از خواننده-ترانه‌پرداز و رپر آمریکایی اشنیکو می‌باشد که در ۱۵ ژانویهٔ سال ۲۰۲۱ از سوی پارلفون و وارنر رکوردز منتشر گردید. این میکس‌تیپ با چهار تک‌آهنگ تحت حمایت قرار گرفت: «گریه» به‌همراهٔ گرایمز، «باهاش کنار بیا» به‌همراهٔ کلیس و «مهمانی پیژامه» به‌همراهٔ پرنسس نوکیا.

## آهنگ‌سازی
دمی‌دویل آلبومی در سبک‌های پاپ و پاپ-ترپ می‌باشد که تأثیرات آراندبی، هیپ هاپ، پاپ پانک، الکتروپاپ، نیو متال و هایپرپاپ را در خود جای داده‌است.

## فهرست ترانه‌ها
| فهرست ترانه‌های دمیدویل | فهرست ترانه‌های دمیدویل                | فهرست ترانه‌های دمیدویل                                                         | فهرست ترانه‌های دمیدویل                   | فهرست ترانه‌های دمیدویل |
| شماره                  | نام                                   | نویسنده(ها)                                                                    | تهیه‌کننده(گان)                           | مدت                    |
| ---------------------- | ------------------------------------- | ------------------------------------------------------------------------------ | ---------------------------------------- | ---------------------- |
| ۱.                     | «بابونه»                              | اشتون کیسی اسلینگر                                                             | اسلینگر                                  | ۲:۲۶                   |
| ۲.                     | «سمی»                                 | کیسی کلی کیارا اسلینگر                                                         | اسلینگر                                  | ۲:۴۲                   |
| ۳.                     | «باهاش کنار بیا» (به‌همراهٔ کلیس)       | کیسی مارک کرو دنیل پریدی داگنی ساندویک مکس ولف‌گنگ چد هوگو [b] فارل ویلیامز [b] | اسلینگر اندرو گلدشتاین کرو [a] پریدی [a] | ۳:۱۱                   |
| ۴.                     | «مهمانی پیژامه» (به‌همراهٔ پرنسس نوکیا) | کیسی پیتر الگبید ربات مون‌جوس دستینی اورتیز                                     | کال‌می‌داکید                               | ۲:۵۸                   |
| ۵.                     | «مست با دوستام»                       | کیسی اسکار شیلر                                                                | شیلر                                     | ۲:۰۸                   |
| ۶.                     | «پسرک»                                | کیسی شیلر                                                                      | شیلر                                     | ۲:۵۲                   |
| ۷.                     | «گریه» (به‌همراهٔ گرایمز)               | کیسی کلیر بوشه ابنیزر فبی ملیسا استورویک                                       | ابنیزر                                   | ۲:۰۶                   |
| ۸.                     | «تا بعد پسر»                          | کیسی اسلینگر اسکات السپک [c] لورن کریستی [c] گراهام ادواردز [c] آوریل لوین [c] | اسلینگر گلدشتاین                         | ۲:۲۳                   |
| ۹.                     | «تا زمانی که ادامه داشت خوب بود»      | کیسی مارکوس آندرشون جینا کوشکا جان میلز                                        | جی میلز آندرشون شیلر [a]                 | ۳:۰۲                   |
| ۱۰.                    | «کلیتوریس! موزیکال»                   | کیسی شیلر                                                                      | شیلر                                     | ۳:۱۶                   |
| مجموع مدت:             | مجموع مدت:                            | مجموع مدت:                                                                     | مجموع مدت:                               | ۲۵:۲۴                  |

یادداشت‌ها
- ^  به تهیه‌کنندهٔ اضافی اشاره دارد.
- ^  «باهاش کنار بیا» از ترانهٔ «کات اوت در» اثر کلیس نمونه‌برداری شده که نویسندگان آن چد هوگو و فارل ویلیامز هستند.
- ^  «تا بعد پسر» با «پسر اسکیت‌باز» اثر آوریل لوین درهم سازی شده که توسط لوین، لورن کریستی، اسکات السپک و گراهام ادواردز نوشته شده‌است.[۳]